# NGC 4958
NGC 4958 (другие обозначения — MCG -1-33-84, UGCA 323, PGC 45313) — линзообразная галактика с баром (SB0) в созвездии Девы. Её видимая звёздная величина составляет 11,6m, она находится в 13,2 Мпк от Земли.
Спектр ядра галактики демонстрирует излучение в линии H-альфа с двумя пиками, а само ядро относится к типу LINER. Двухпиковый профиль линии указывает на то, что в центральной части галактики есть аккреционный диск размером порядка нескольких сотен шварцшильдовских радиусов центральной чёрной дыры.
Этот объект входит в число перечисленных в оригинальной редакции «Нового общего каталога».